# SCL
SCL (Smart City Cybersecurity Lab Arkiveret 30. september 2020 hos  Wayback Machine) er et tværgående samarbejde med formål at fremme at sikkerhed og privatlivsbeskyttelse i Smart City-løsninger. SCL er etableret af en partnerkreds med kommunerne Vallensbæk, Frederiksberg, Fredensborg og Ballerup i samarbejde med Region Hovedstaden, IDA, Gate21 og DTU og er åbent for samarbejde med alle med viden og interessere i smart cities og cybersikkerhed. 
SCL- Smart City Cybersecurity Lab - arbejder på at styrke kommuners, byers, markedets og institutioners modenhed indenfor data-sikkerhed, privacy og governance i udviklingen af Smartcity løsninger med henblik på at sikre stabilitet og robusthed i byernes drift samt at skabe den nødvendige sikkerhed og tillid blandt borgerne til opsamling og anvendelse af data. 
Det sker blandt andet ved at teste og demonstrere udfordringer og løsninger på driftssikkerhed, governance, datasikkerheds- og privacy-området i relation til drift og udviklingen af Smartcity-løsninger samt opbygge erfaring, kompetencer, viden, forskningsresultater og best-practices på området. Endelig arbejder SCL for at formidle den opnåede viden i takt med udviklingen af Smartcity-løsninger og test- og demonstrationsfaciliteter samt at øve indflydelse på den politiske dagsorden på området.
Målet for SCL er, at sikkerhed i højere grad indarbejdes som en drivkraft og ikke en stopklods i arbejdet med at sikre Smart Cities, der kan løfte morgendagens udfordringer og forbedrer livskvaliteten for alle borgere.   
SCL har i 2017 modtaget en bevilling på 1.767.133 kr. fra Region Hovedstaden Arkiveret 2. oktober 2017 hos  Wayback Machine blandt andet til udvikling af samarbejdet, netværksaktiviteter og test af sikkerhed i Smart City løsninger.